# Achalinus zugorum
Achalinus zugorum là một loài rắn được mô tả vào năm 2020 từ tỉnh Hà Giang, Việt Nam. Nó có màu sẫm hoặc ánh kim, với các vảy chuyển từ xanh lam sang xanh lục. Nó được đặt tên bởi George R. và Patricia B. Zug. Theo đó, cái tên chung rắn vảy kỳ lạ Zugs đã được đặt cho loài này.